# Denis Howe
Denis Cecil Howe (sinh ngày 14 tháng 9 năm 1928) là một cầu thủ bóng đá người Anh có 223 lần ra sân ở Football League cho Darlington, Southend United và Aldershot trong thập niên 1950. Là một hậu vệ biên hoặc trung vệ, ông cũng thi đấu tại Southern League cho Bedford Town.

## Cuộc đời và sự nghiệp
Howe sinh ra ở West Ham, bây giờ là một phần của London. Ông bắt đầu sự nghiệp bóng đá với West Ham United, nhưng chưa bao giờ nằm trong đội một của câu lạc bộ, và chuyển đến Darlington năm 1951. Sau 3 năm và 89 trận ở Third Division North, ông trải qua 4 mùa giải ở Southern Section với Southend United, có 108 trận đấu (101 ở giải quốc nội). Ông kết thúc sự nghiệp ở Football League với một mùa giải tại Aldershot ở Division Four. Howe ký hợp đồng với câu lạc bộ Southern League Bedford Town năm 1959, và thi đấu thường xuyên trong mùa giải đầu tiên với câu lạc bộ, nhưng chấn thương khiến ông chỉ thi đấu 6 trận ở mùa giải thứ hai, trận đấu cuối cùng là vào ngày 3 tháng 11 năm 1960.